# Szigetvár
Szigetvár je mesto na Madžarskem, ki upravno spada pod podregijo Szigetvári Županije Baranja.